# Hans Schilling (Architekt)

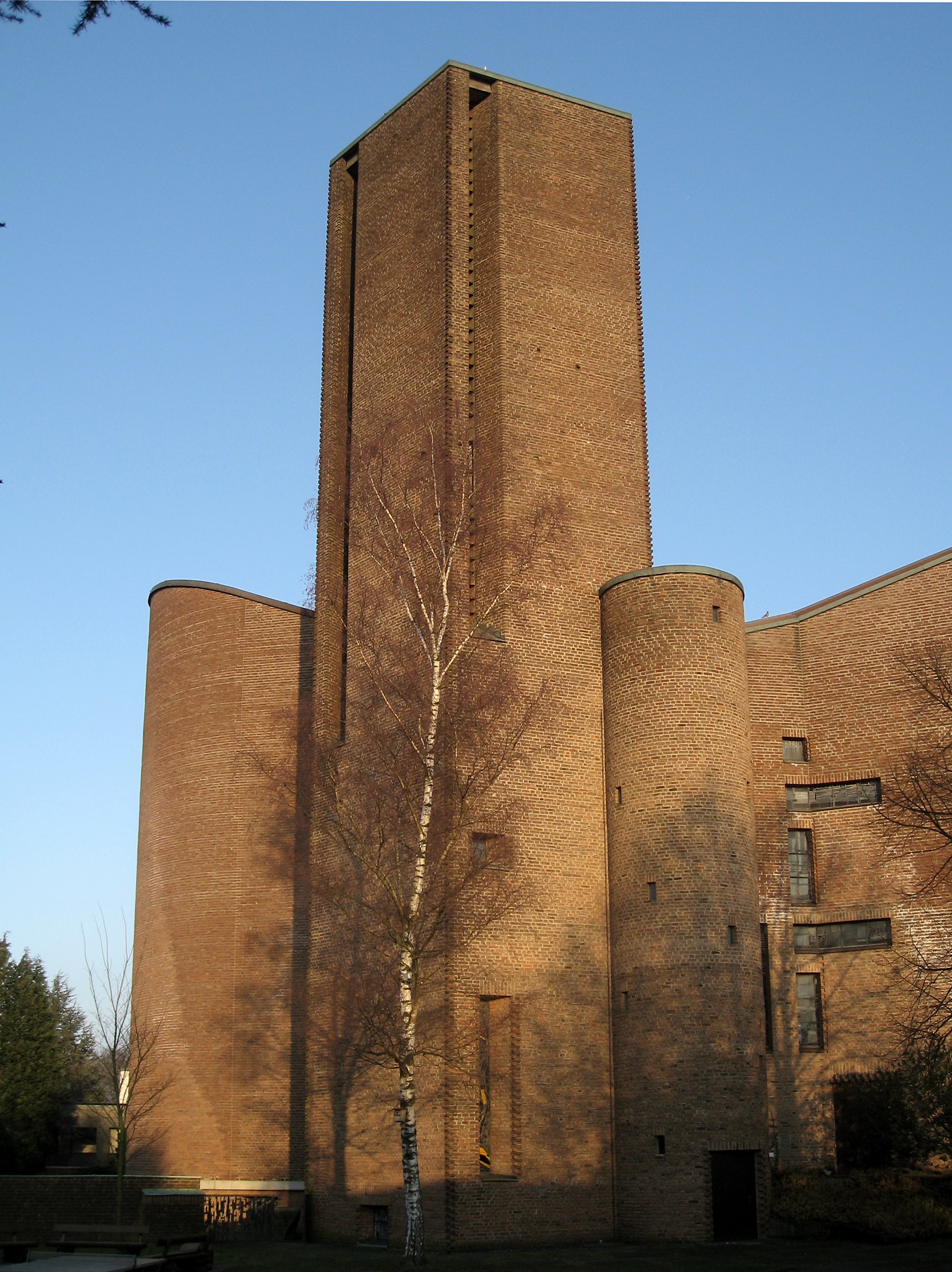
Abteikirche Königsmünster (1956)

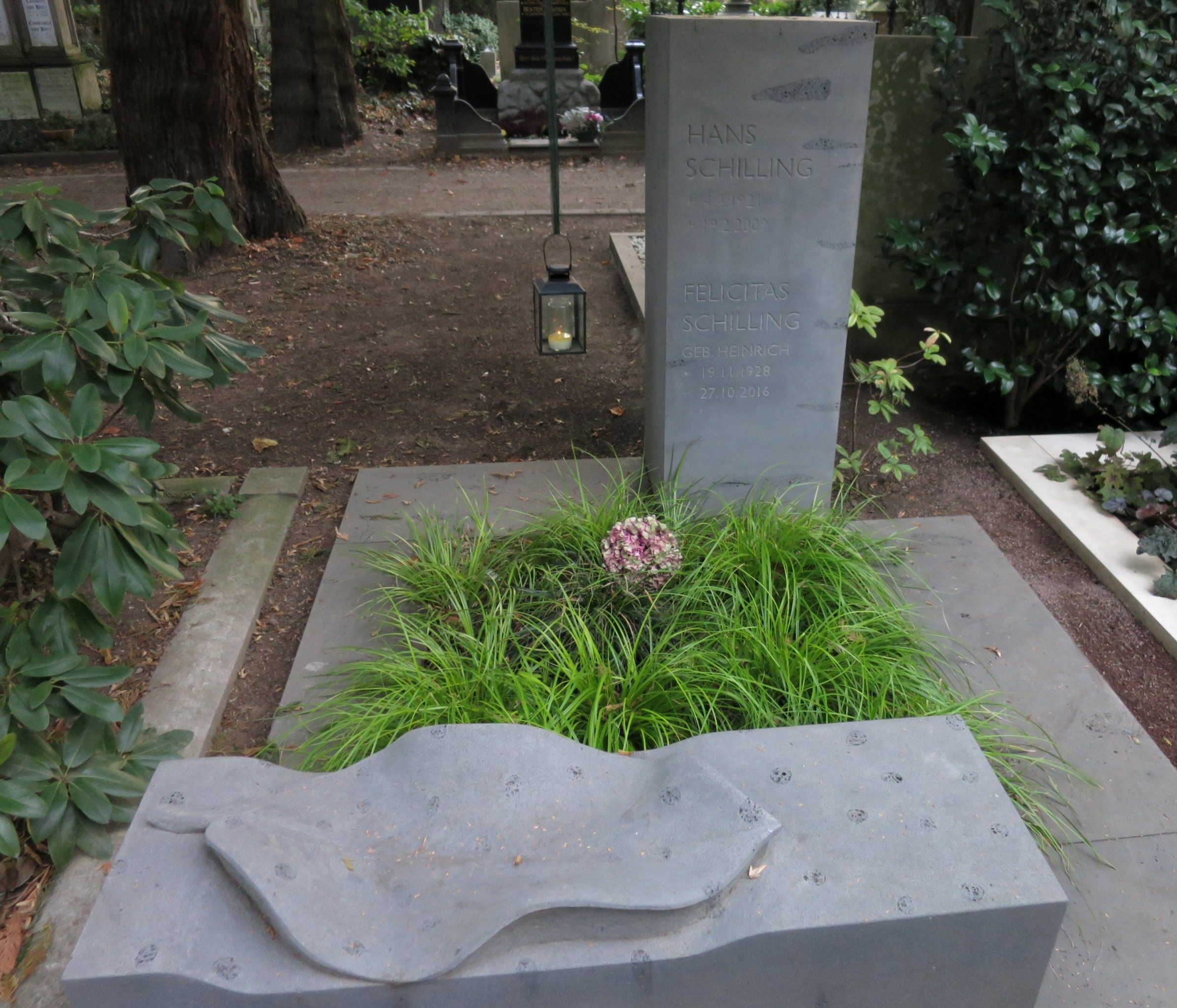
Grab auf dem Melaten-Friedhof (Oktober 2018)

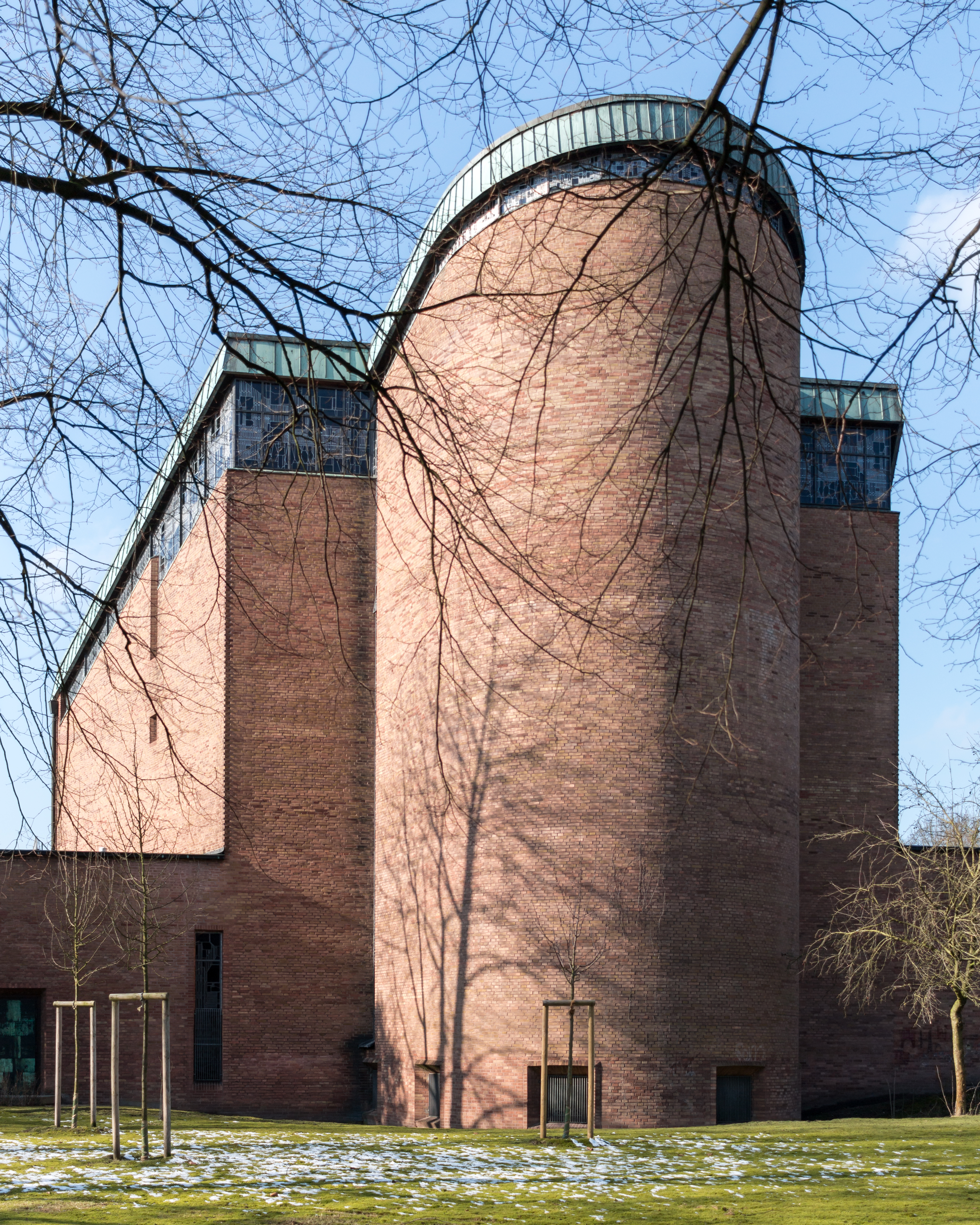
St.Stephanus Münster (1963–1965)

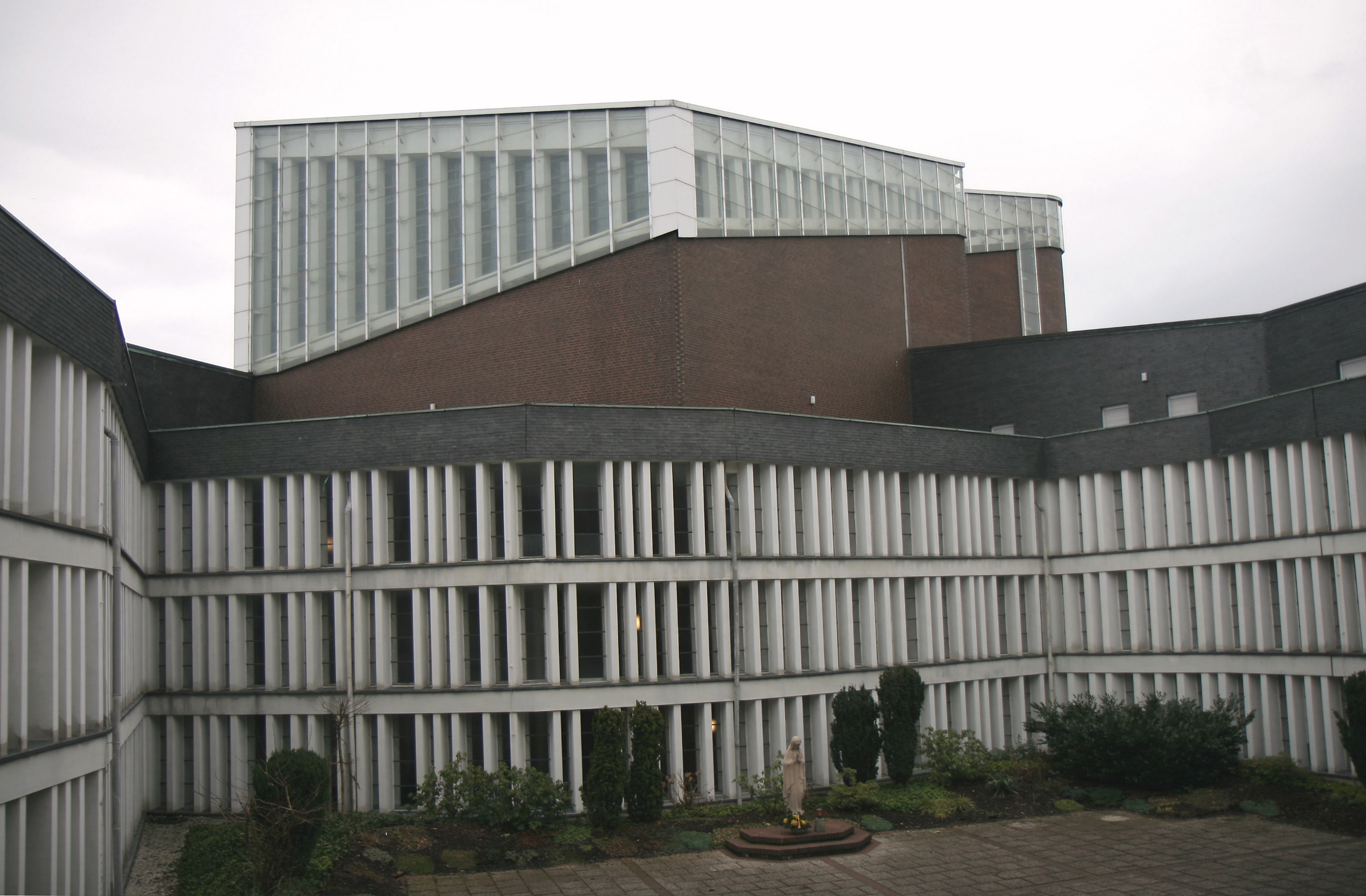
Mutterhaus der Franziskanerinnen Olpe (1966)

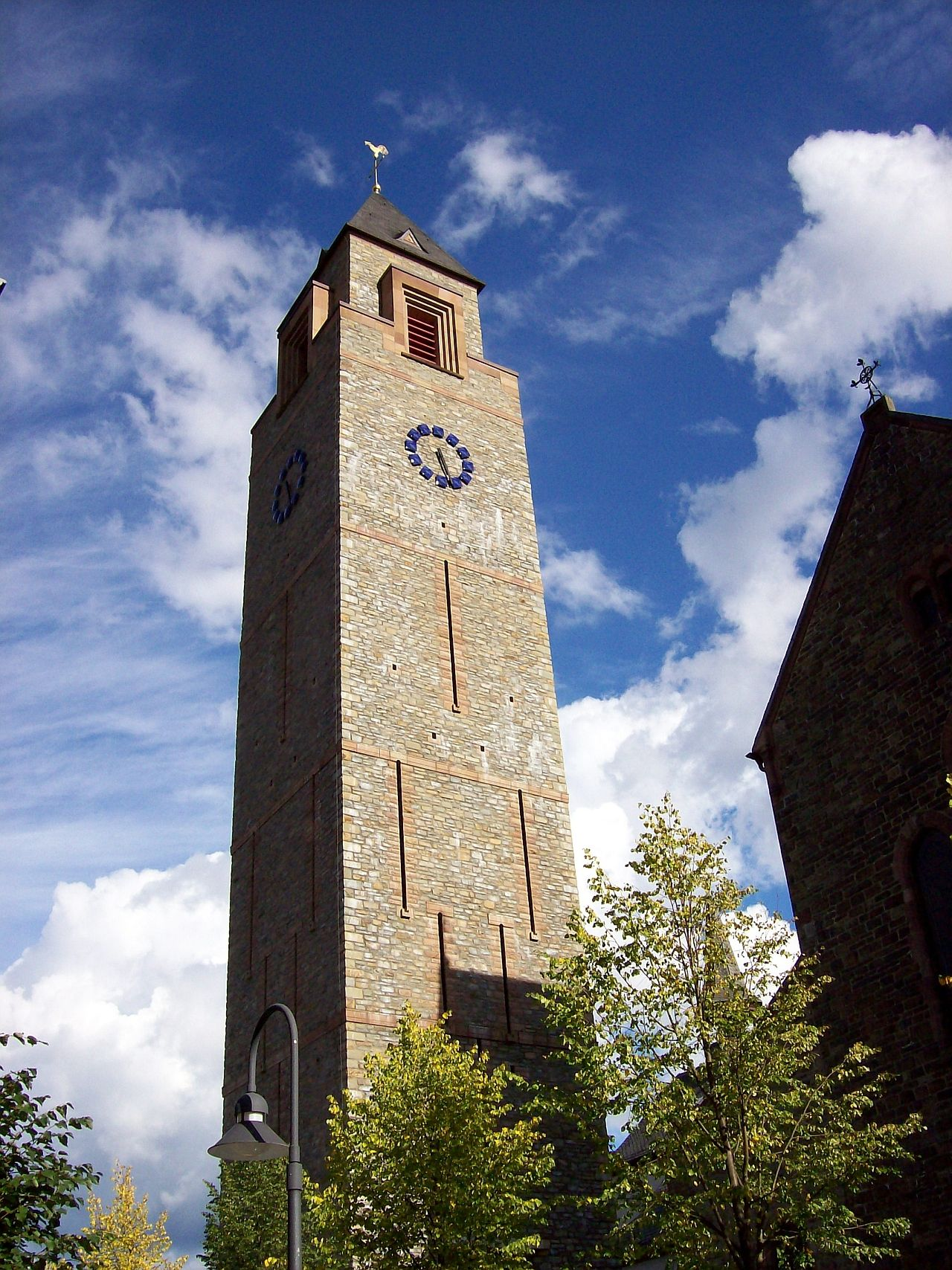
St. Alexander Schmallenberg (2004)

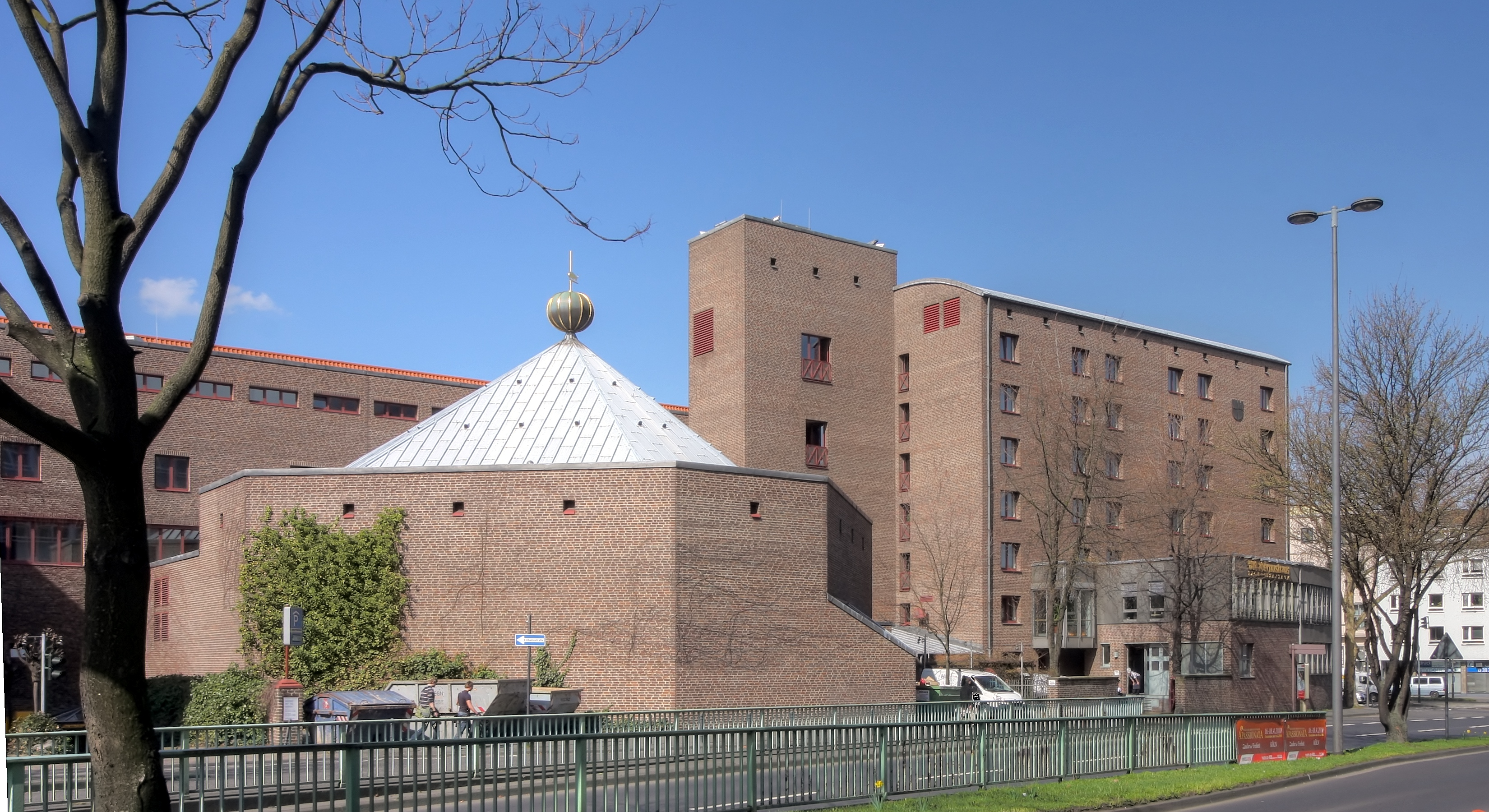
Maternus-Haus Köln, Rückseite mit Maternus-Saal

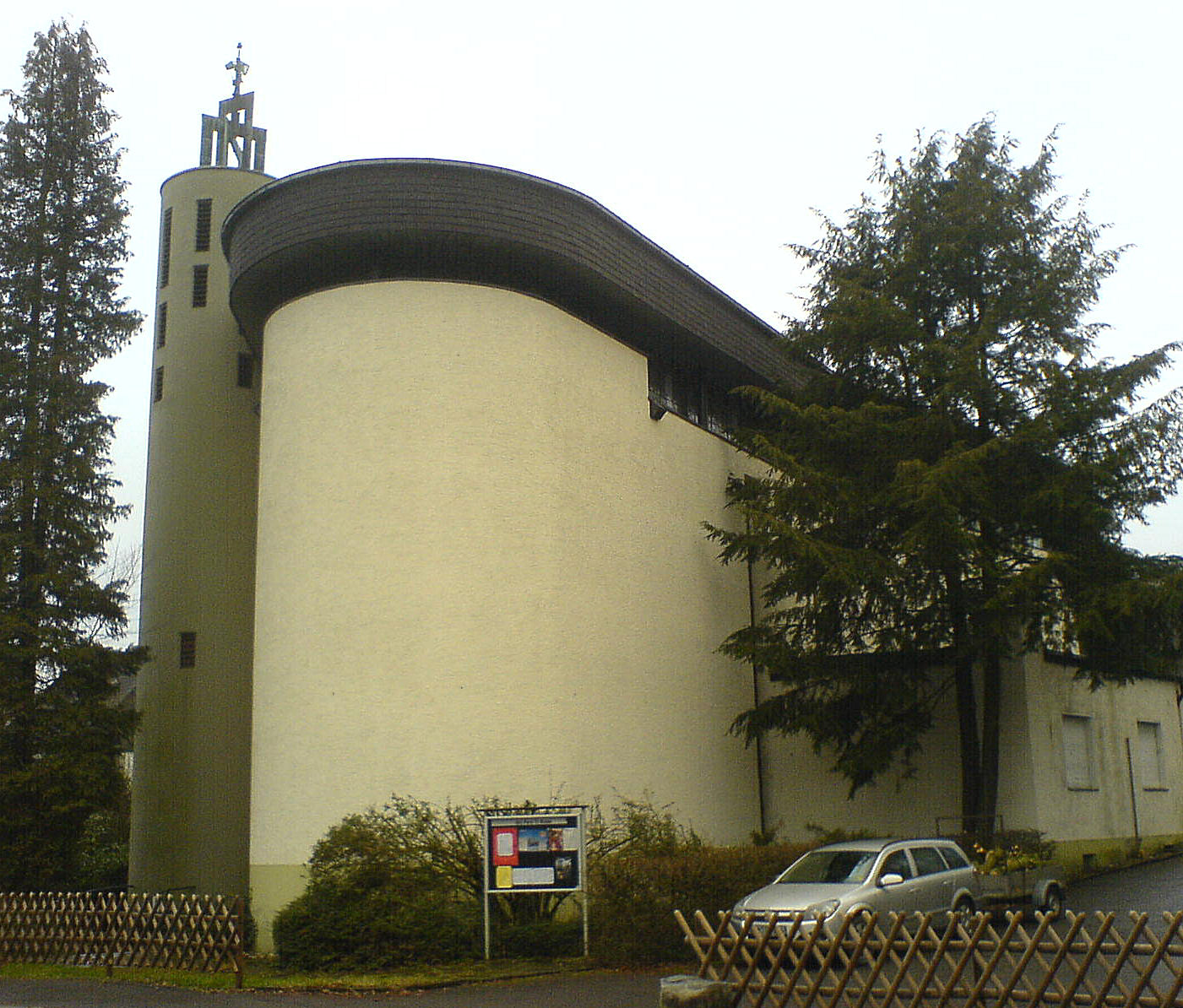
St. Michael (Lantenbach)

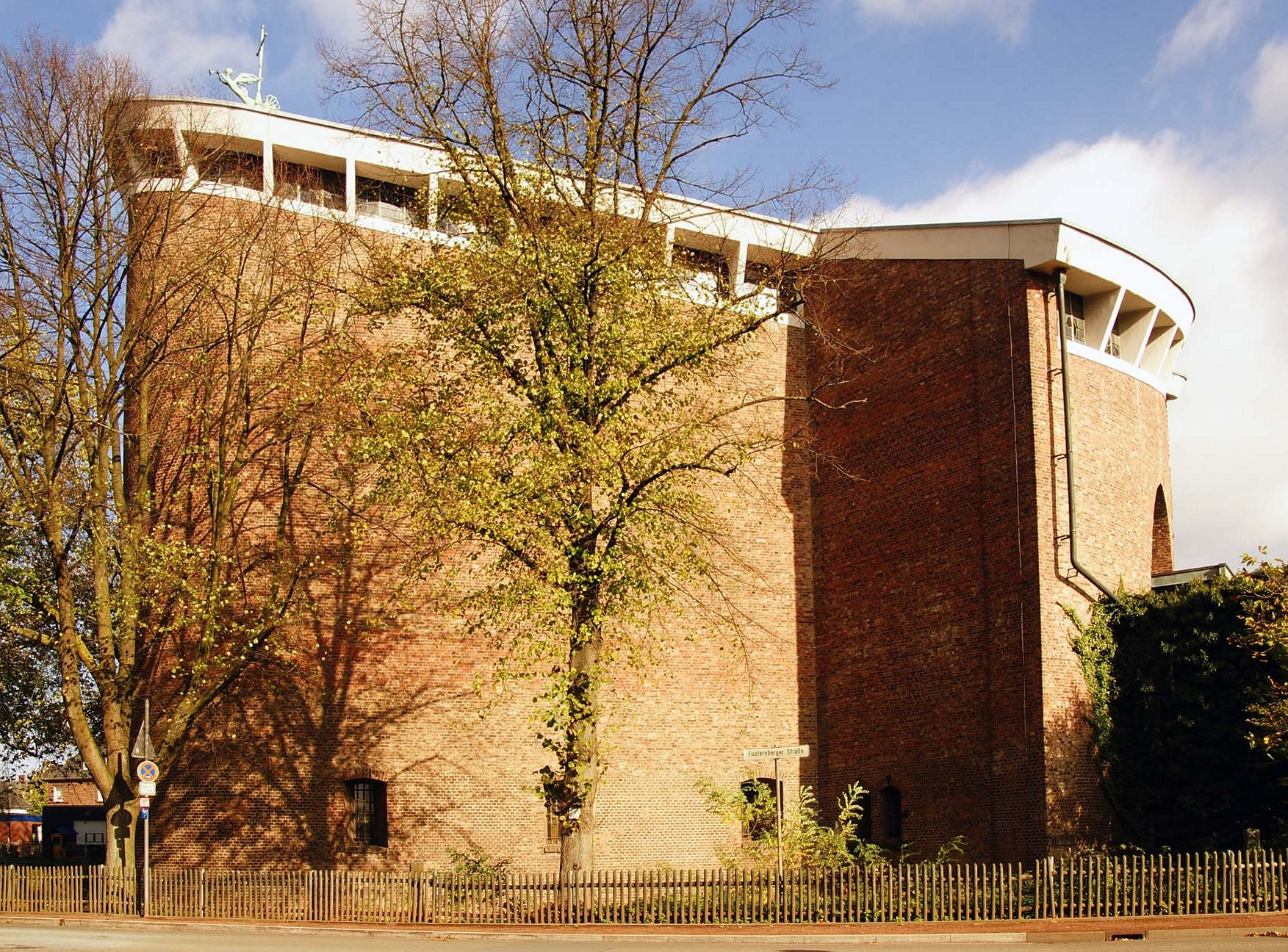
Friedenskirche Fort Fusternberg (1958)

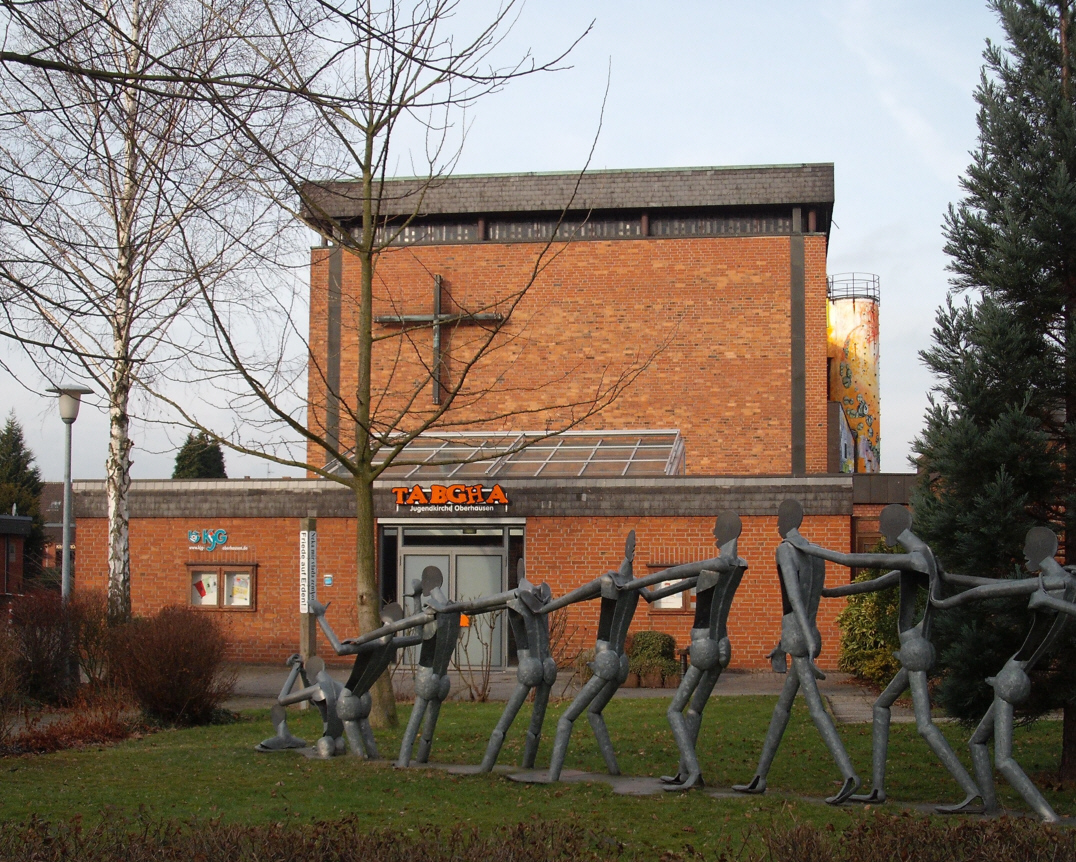
Christus König Oberhausen-Buschhausen (1962)

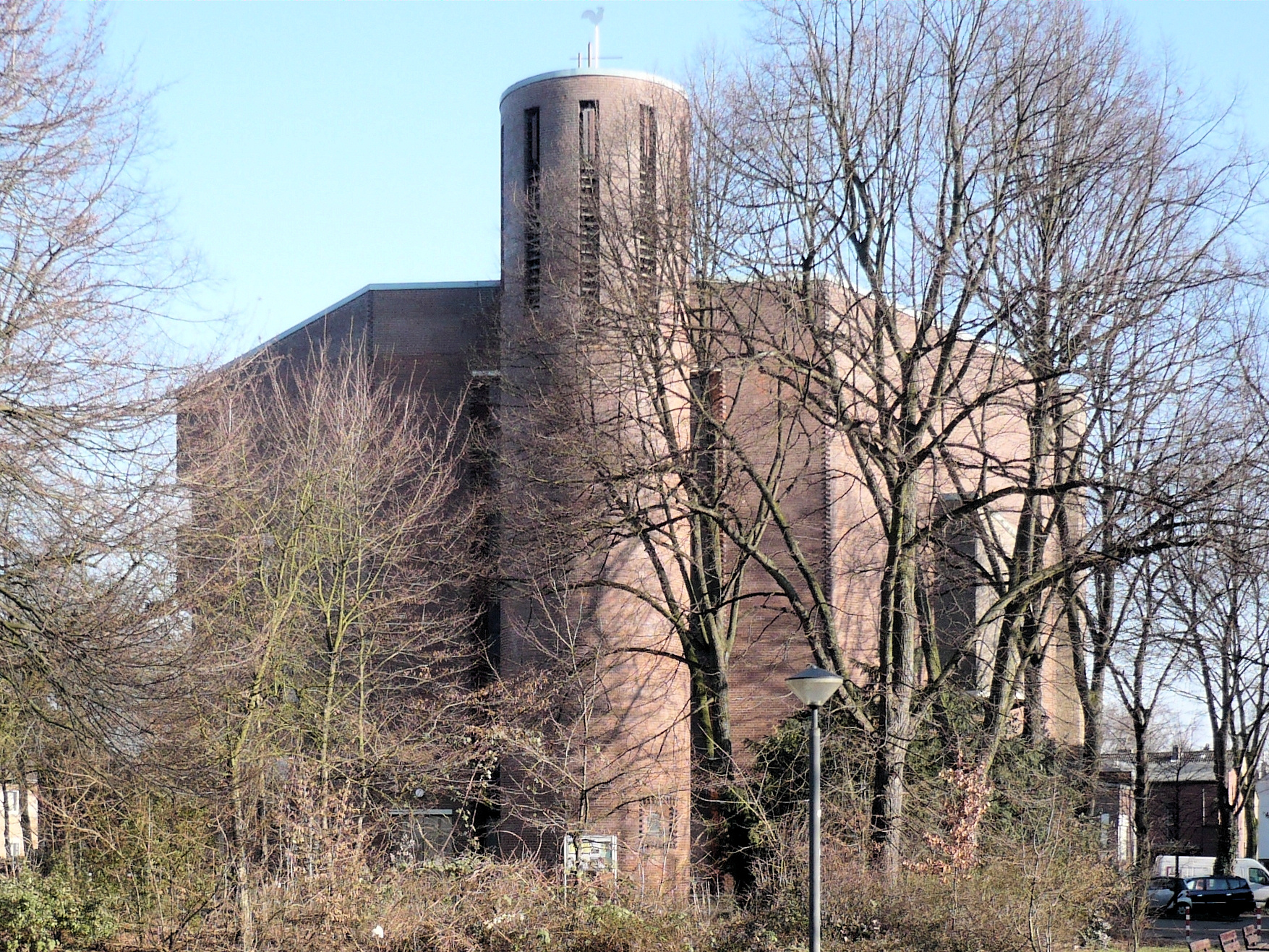
St. Marien Essen-Karnap (1963)

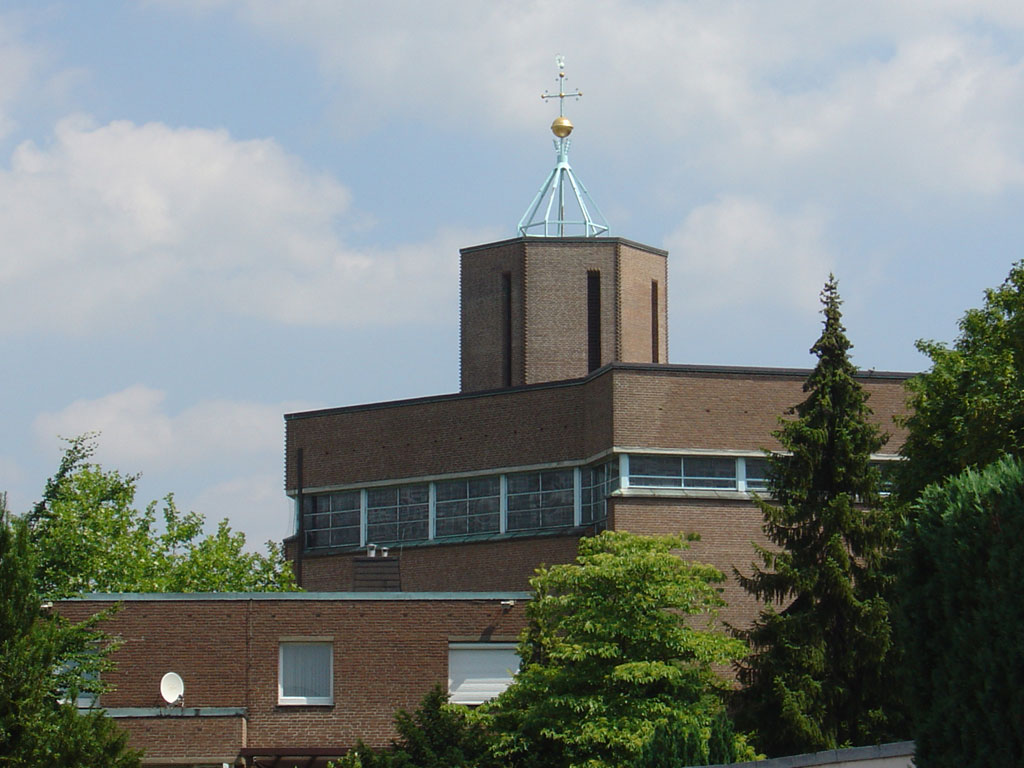
St. Paulus Harsewinkel (1967)

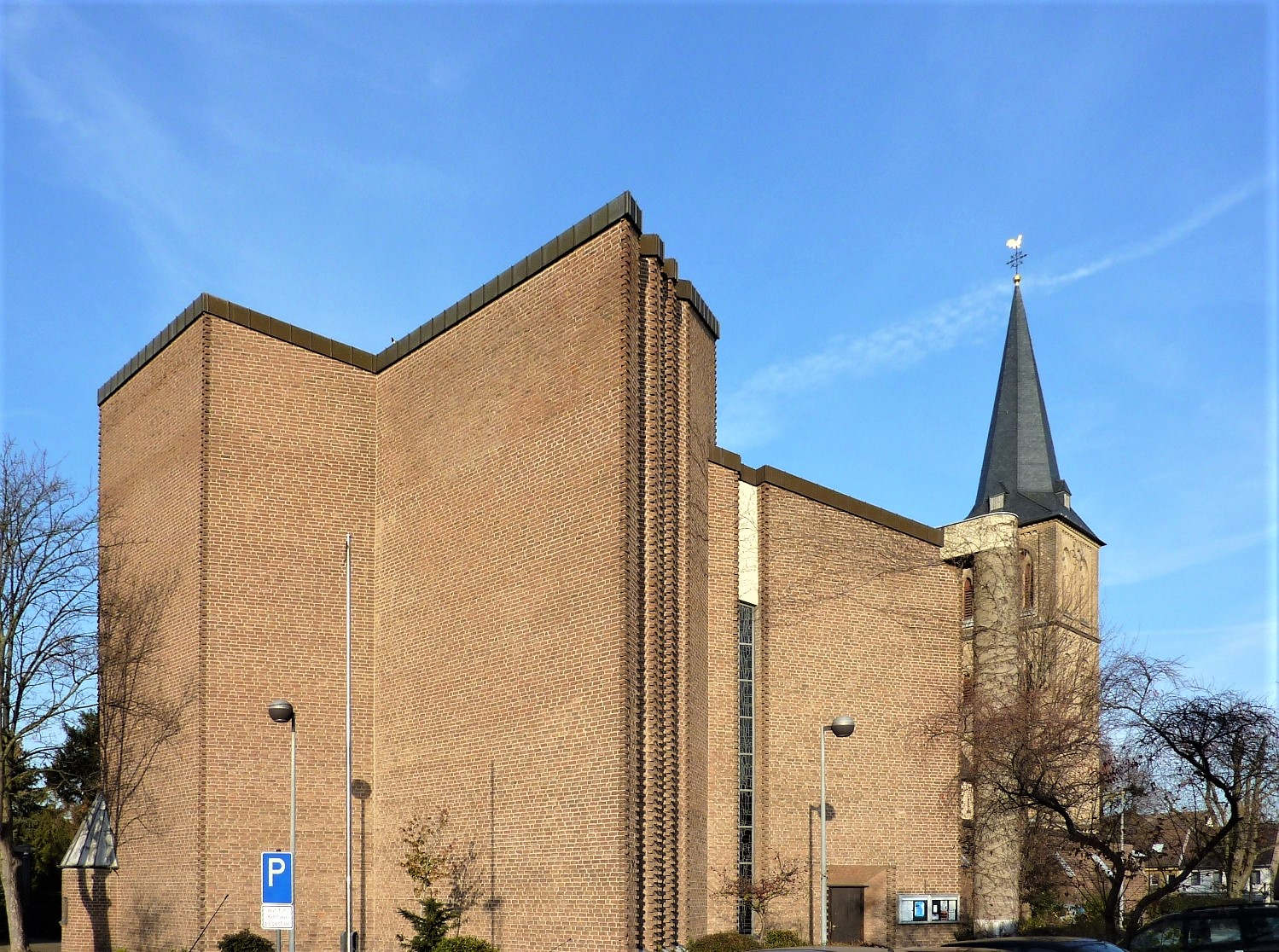
St. Michael (Dormagen) 5

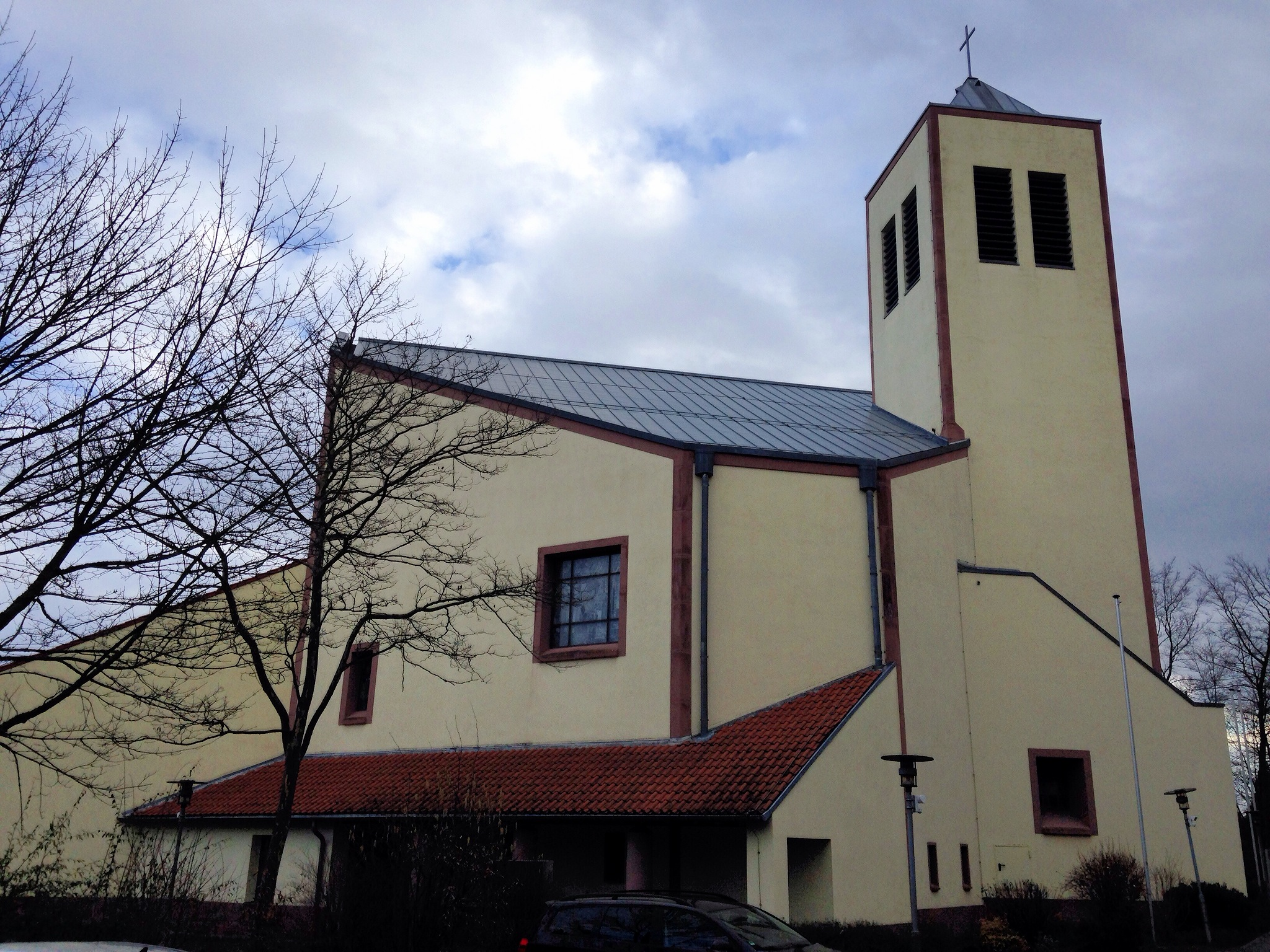
St. Franziskus Mainz-Lerchenberg (1982–1984)

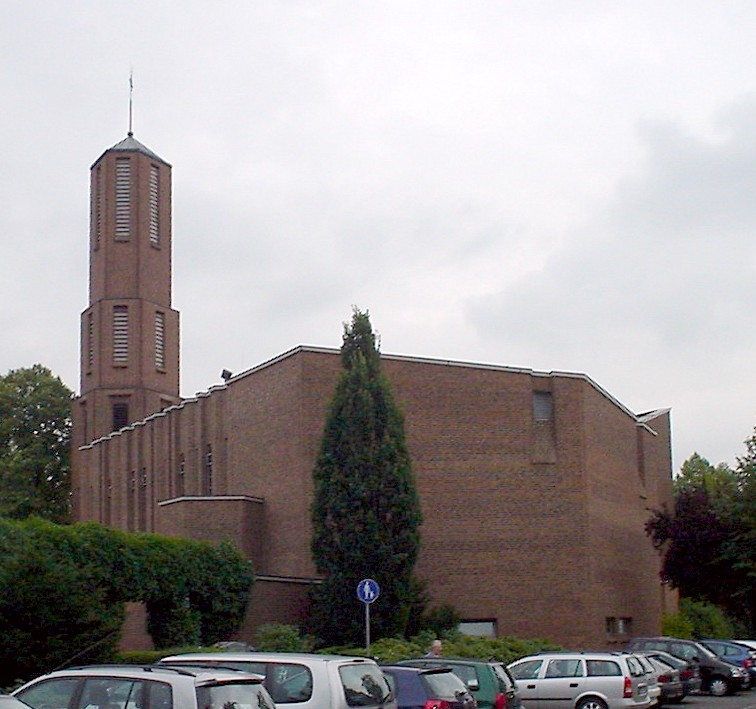
St. Bonifatius Paderborn (1981)

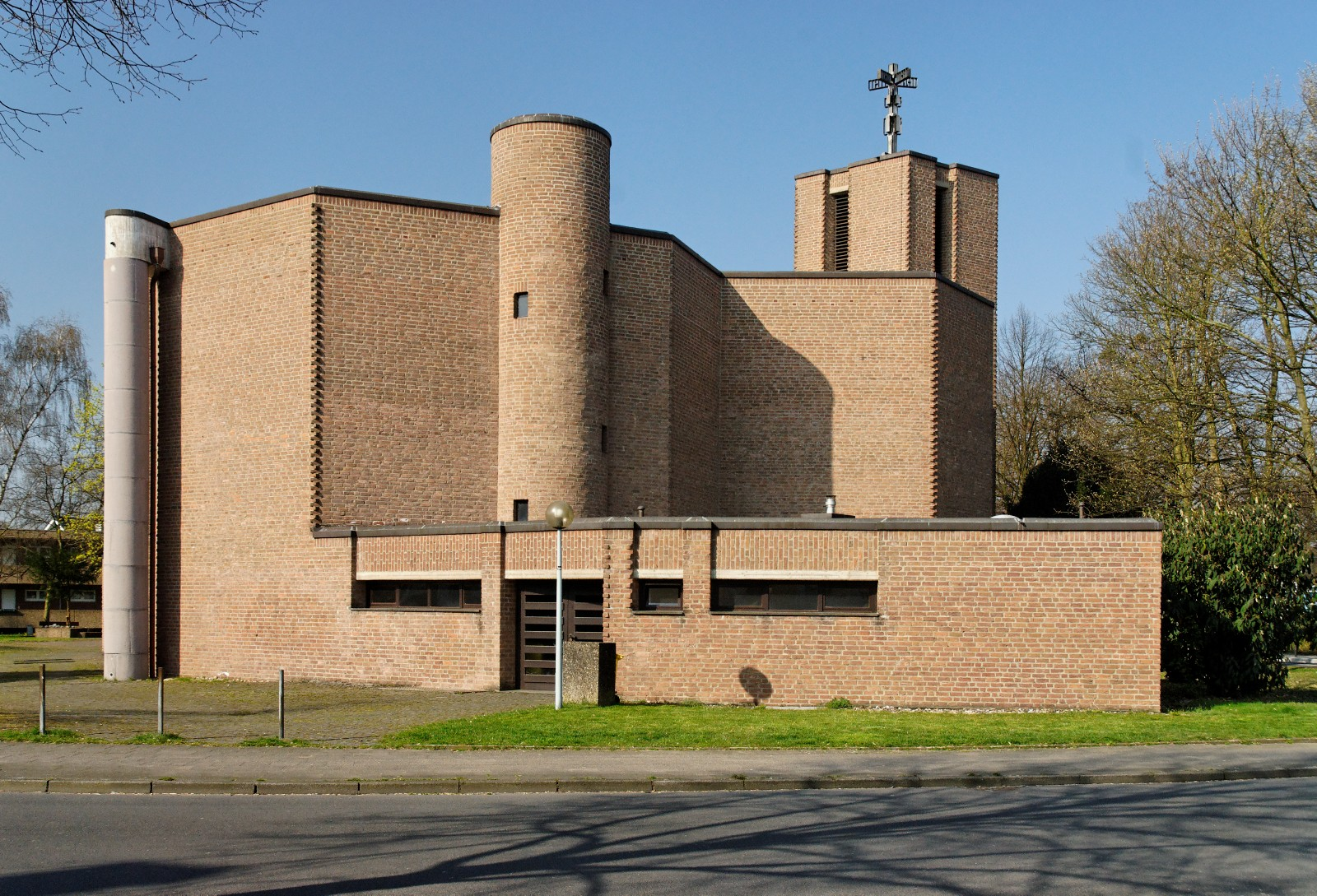
St. Laurentius Düsseldorf-Holthausen (1975–1977)

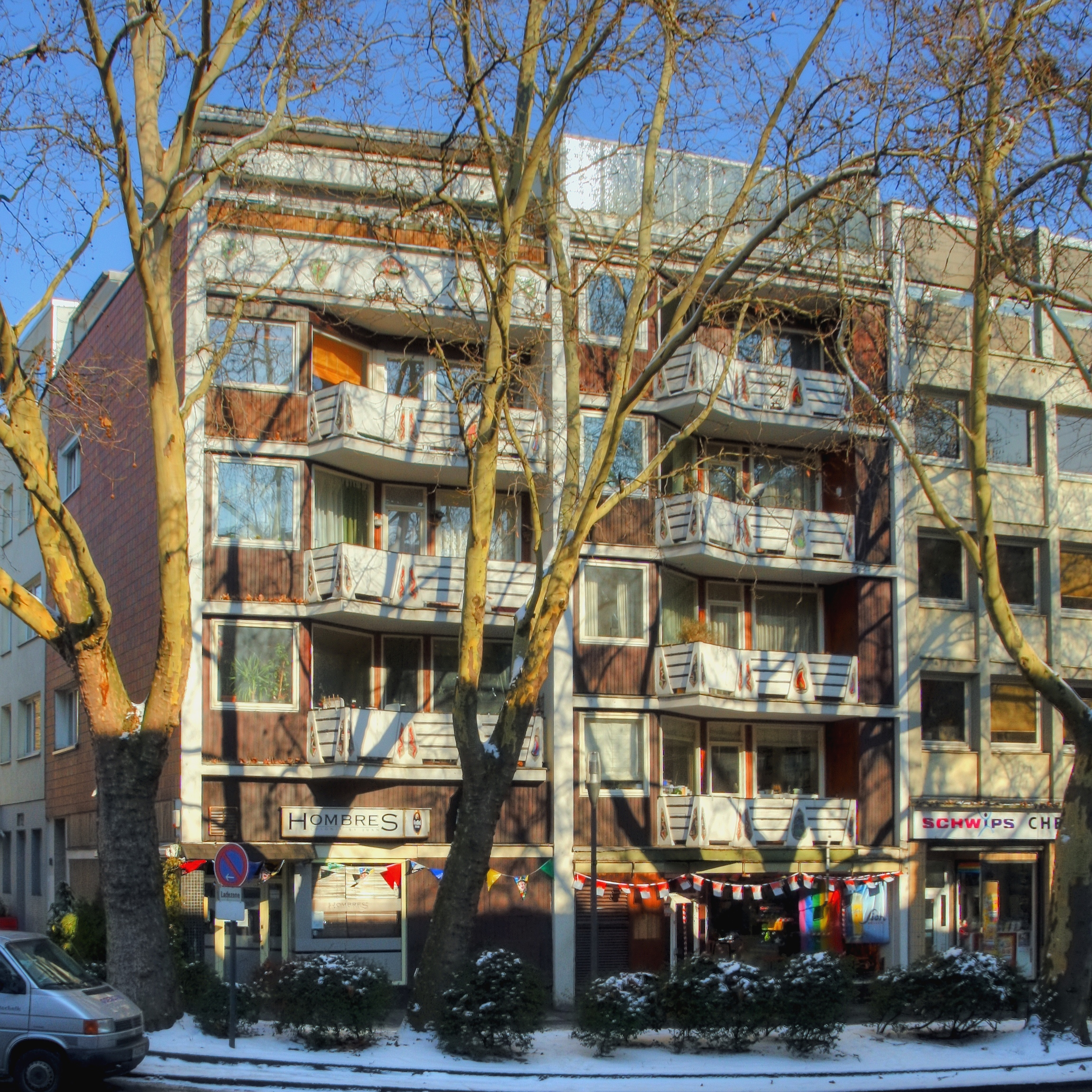
Wohn- und Geschäftshaus Vor Sankt Martin 12

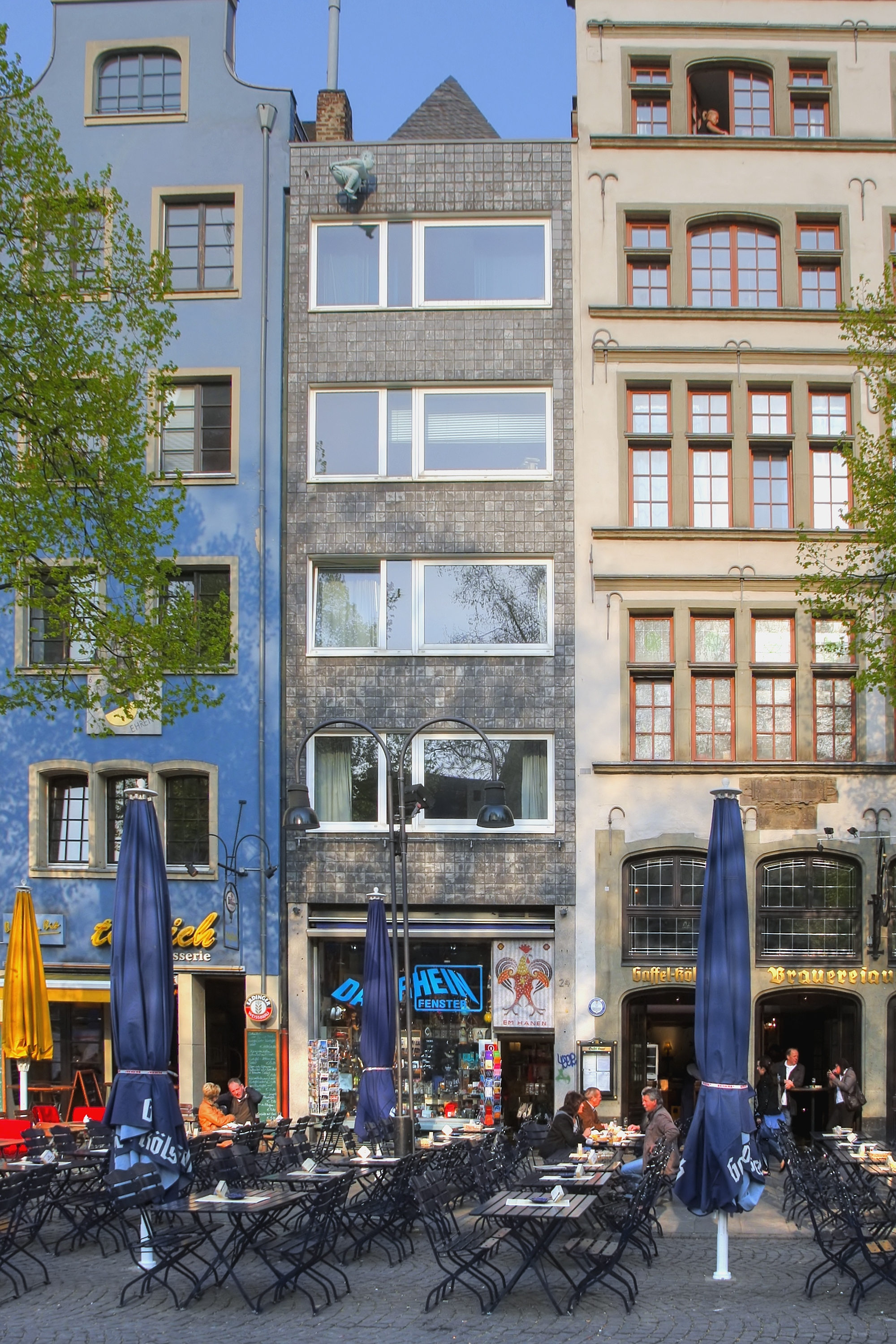
Wohn- und Geschäftshaus Em Hanen (1958–1959)

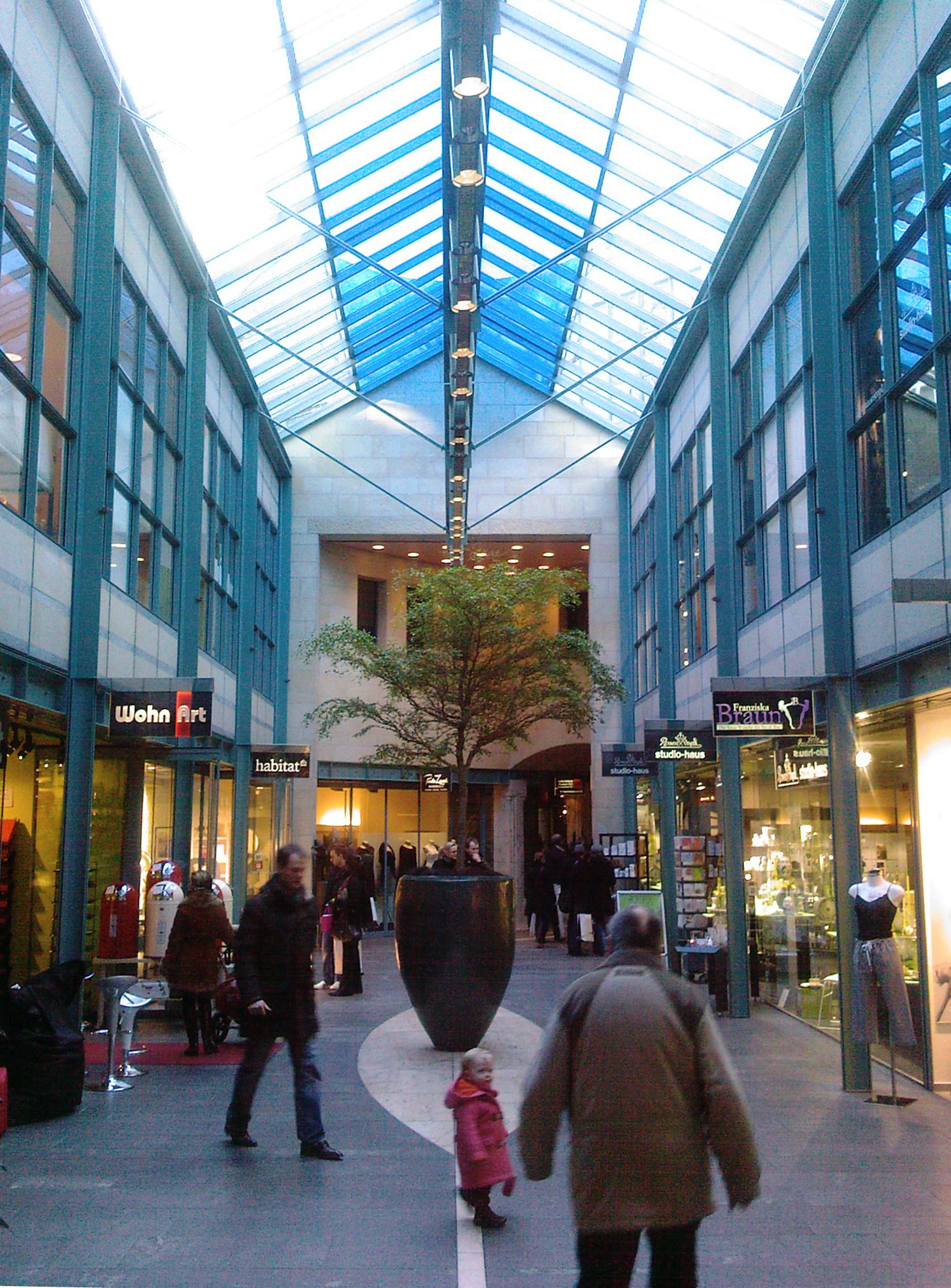
Neumarkt-Passage (1985)

Hans Schilling (* 4. April 1921 in Köln; † 19. Februar 2009 ebenda) war ein deutscher Architekt.

## Leben
Hans Schilling wurde am 4. April 1921 mit seiner Zwillingsschwester Gretel geboren. Seine schulische Laufbahn begann auf der Volksschule in Köln-Nippes. Anschließend besuchte er das Kölner Hansa-Gymnasium und die Mittlere Knabenschule in Köln-Nippes. Der junge Schulabgänger absolvierte eine Bauzeichnerlehre im Büro des Kölner Architekten Karl Band. Nach zwei Jahren Ausbildung konnte er vorzeitig die Lehre beenden und arbeitete anschließend noch eineinhalb Jahre bei seinem Ausbilder.
Nach dem Zweiten Weltkrieg gründete Hans Schilling mit seinem Neffen ein Architekturbüro in Paderborn. Doch schon bald zog es ihn nach Köln zurück, und er entwarf viele Projekte in seiner Heimatstadt.
Im Alter von 34 Jahren ließ er sich als freier Architekt nieder. Im Jahr 1980 schloss sich Hans Schilling mit Peter Kulka zusammen. Trotz beruflicher Erfolge trennten sich beide bald wieder und gingen ihre eigenen Wege.
Neben einigen bedeutenden Kirchenbauten gehören auch folgende Kölner Bauten zu seinen Werken: die Handwerkskammer, das Kolpinghaus, der Wiederaufbau des Gürzenich (1952–1955) zusammen mit Karl Band, J. Bernard und Rudolf Schwarz sowie das Maternushaus (1978–1983) mit Peter Kulka, außerdem zahlreiche Geschäfts- und Wohnhäuser und das Fleischhauer-Haus am Hohenzollernring.
Hans Schilling war Mitglied im Bund Deutscher Architekten, im Architektur Forum Rheinland e. V. sowie Ehrenmitglied im Deutschen Werkbund NW e. V. und im Trägerverein des Hauses der Architektur Köln. Der Kölner Architekt und Professor für Architektur an der MSA Münster, Johannes Schilling ist sein Sohn.
Seine Grabstätte befindet sich auf dem Kölner Melaten-Friedhof (Flur 35).

## Werk
Zu seinen bedeutendsten Kirchenbauten zählen die Abteikirche Königsmünster in Meschede, die Friedenskirche „Zu den Heiligen Engeln“ in Wesel sowie Neu St. Alban in Köln.
Charakteristisch für Schillings Kirchenbauten ist oftmals der Fünfeckgrundriss, bis zum Zweiten Vatikanischen Konzil mit lang herausgezogenem parabolischen Chorhaus, später ohne. Mit der Parabelform ist der „heilige Wurf“ des berühmten Kirchenbaumeisters Rudolf Schwarz aufgegriffen worden. Viele Kirchen von Hans Schilling zeigen Einflüsse von Le Corbusier und dessen berühmter Wallfahrtskapelle Notre Dame du Haut in Ronchamp, so beispielsweise die kleine Filialkirche „Zur Heiligen Familie“ in Reichshof-Feld mit ihren gekrümmten Außenwänden. Typisch für die Bauwerke von Hans Schilling sind auch die plastischen Aus- und Einbauten (oftmals Taufkapellen, Treppenhäuser, Sakramentskapellen).

### Sakralbauten (Auswahl)
- 1956: Abteikirche der Abtei Königsmünster in Meschede Lage
- 1966: Mutterhaus der Franziskanerinnen in Olpe Lage
- Umbau der Dominikanerkirche St. Albert in Walberberg Lage
- 1958: Friedenskirche zu den Heiligen Engeln in Fusternberg Lage
- St. Maria Königin in Bergneustadt-Pernze-Wiedenest
- 1958–1959: Neu St. Alban in Köln-Neustadt-Nord Lage
- 1956–1957: Kapelle Zur Heiligen Familie in Feld (Reichshof) Lage
- St. Franziskus in Köln-Bilderstöckchen Lage
- St. Michael in Lantenbach Lage
- 1962–1963: St. Marien in Essen-Karnap (abrißgefährdet)[1] Lage
- 1962: Christus König in Oberhausen-Buschhausen Lage
- St. Barbara in Katzwinkel (Sieg) Lage
- St. Michael in Wermelskirchen Lage
- 1966: St. Peter am See in Meinerzhagen-Hunswinkel Lage
- 1966: St. Georg in Duisburg-Hamborn Lage
- 1963–1965: St. Stephanus in Münster Lage
- St. Martin in Meinerzhagen
- 1965–1966: St. Markus in Recklinghausen[2] Lage
- 1967–1969: St. Mariä Namen in Köln-Esch Lage
- 1970: Heilig Geist in Remscheid-Klausen (2000 abgerissen)[3]
- 1967–1968: St. Victor in Köln-Vogelsang[4] Lage
- 1966–1967: St. Paulus in Harsewinkel Lage
- St. Bartholomäus in Polsum Lage
- Vom Frieden Christi in Altena-Tiergarten Lage
- 1970: St. Michael (Dormagen) Lage
- St. Maximilian Kolbe in Köln-Finkenberg Lage
- St. Ludgerus in Herten-Scherlebeck Lage
- 1974–1977: Frieden Christi in Bonn-Heiderhof[5]
- 1975–1977: St. Laurentius (Düsseldorf) (nach 2014 profaniert) Lage
- Hl. Johannes XXIII. (ehemals St. Johannes in der Neuen Stadt) in Köln-Chorweiler Lage
- 1981: St. Bonifatius in Paderborn Lage
- 1982–1984: St. Franziskus, Mainz-Lerchenberg (mit Peter Kulka) Lage
- 1985–1986: St. Marien (Heessen) (mit Peter Kulka) Lage
- 2004: Neuer Kirchturm der St.-Alexander-Kirche in Schmallenberg Lage

### Profanbauten in Köln
- 1949–1952: Siedlung Volkspark
- 1951: Wohnhaus van Husen in Köln-Hahnwald
- 1952–1954: Haus Schilling („Haus in der Stadtmauer“)[6] Lage
- 1955: Haus Douglas
- 1955: Haus Flach
- 1955–1956: Wohnhäuser
- Wohn- und Geschäftshaus Vor Sankt Martin 12[7][8] Lage
- 1958: Häuser Zimmermann
- 1958: Haus Karl Hugo Schmölz und Walde Huth in Köln-Marienburg
- 1958: Haus Victor Calles Lage
- 1957: Rheinpark Restaurant Lage
- 1958–1959: Haus „Em Hanen“, Alter Markt 24, (mit Hans Spiertz)[9][8] Lage
- 1958: Haus Lappe (mit Stefan Wewerka)
- 1956–1960: Handwerkskammer (westlicher Teil) am Heumarkt Lage
- 1960–1962: Stadthaus
- 1960: Ringhof
- 1965: Geschäftshaus Wittkamp
- 1965: Haus Stodden
- 1965: Haus Hirtz
- 1965–1968: Kolpinghaus
- 1966–1967: Umbau Fürstenhof Lage
- 1969: Wohn und Geschäftshaus Paar
- 1970: Wohnhaus und Pfarrsaal St. Gereon Lage
- 1978–1983: Maternushaus (mit Peter Kulka)[8] Lage
- 1985: Neumarkt Passage Lage
- 1992: Wohnhaus Niehler Straße

## Zitat
„Nur noch gezeichnet habe ich, gelesen, alles, was ich kriegen konnte über Architektur.“